# Bahnhof Berlin Heidelberger Platz
Der Bahnhof Heidelberger Platz ist sowohl ein Berliner S- als auch ein U-Bahnhof im Ortsteil Wilmersdorf des Bezirks Charlottenburg-Wilmersdorf. Er befindet sich nahe der Überführung der Mecklenburgischen Straße über die Ringbahn und bildet den nördlichen Abschluss des Rheingauviertels. Die Eisenbahnstation an der Ringbahn wurde 1883 unter dem Namen Schmargendorf eröffnet.
Unterhalb der Ringbahn wurde im Jahr 1913 ein U-Bahnhof unter dem Namen Heidelberger Platz eröffnet. 1993 wurde der S-Bahnsteig ein Stück verlegt und ein direkter Übergang zur U-Bahn gebaut. Seitdem trägt auch der S-Bahnhof den Namen Heidelberger Platz. S- und U-Bahnhof stehen unter Denkmalschutz.

## S-Bahnhof
Die zunächst noch mit Dampfzügen bediente Station an der Ringbahn wurde am 15. Dezember 1883 als Bahnhof Schmargendorf eröffnet. Zwischen 1890 und 1892 erfolgte der Ausbau der Station, bei der das heute noch erhaltene Empfangsgebäude im neoromanischen Stil und ein umgangssprachlich als „Gewächshausgang“ bezeichneter Verbindungsgang zum Mittelbahnsteig angelegt wurden. Das Dach bestand zunächst aus einer zweireihigen Holzkonstruktion, die in den 1920er Jahren durch eine genietete Stahlkonstruktion ersetzt wurde. Der elektrische Betrieb wurde am 6. November 1928 aufgenommen.
Während des Zweiten Weltkriegs wurde der Halt von den alliierten Bombern nicht getroffen, sodass fast die gesamte Bahnhofsanlage in den 1950er Jahren im Zustand der 1920er Jahre weiter bestand. Durch den nach dem Mauerbau ausgerufenen Boykott der S-Bahn in West-Berlin sanken die Fahrgastzahlen und somit auch die Einnahmen. Die Reichsbahn als Betreiber der S-Bahn in beiden Stadthälften kürzte daraufhin die Mittel für den Betrieb. Reparaturen wurden nur noch im Notfall durchgeführt, und das wenige Personal bekam wesentlich längere Arbeitszeiten. Die Kritik der Beschäftigten spitzte sich im September 1980 zu, sodass es zwischen dem 15. und dem 24. September zum offenen Streik kam. Der S-Bahn-Verkehr auf der Ringbahn wurde am Abend des 17. September vollends eingestellt und nach Beendigung des Streiks nicht wieder aufgenommen.
Nach der Verkehrseinstellung verwahrlosten die Anlagen. Lediglich das Empfangsgebäude wurde in den 1980er Jahren saniert. Es brannte allerdings kurze Zeit darauf aus. Nach der zweiten Sanierung zog eine Diskothek in das Gebäude ein.
Im Jahr 1989 wurde die Wiederinbetriebnahme der Ringbahn zwischen den Bahnhöfen Westend und Schöneberg beschlossen. Nach der politischen Wende wurden die Pläne korrigiert und der Abschnitt zwischen Schöneberg und Baumschulenweg auf Ost-Berliner Seite mit einbezogen. Bis 1993 erfolgte dann die umfassende Sanierung der Strecke. Der S-Bahnhof wurde dabei südöstlich unter die Mecklenburgische Straße hin verschoben, um einerseits einen Aufgang zur anderen Straßenseite, andererseits einen direkten Zugang zur darunterliegenden U-Bahn-Strecke zu ermöglichen. Auf der nördlichen Seite wurde der Treppenaufgang gerade zur Straße geführt, sodass die Fahrgäste nicht mehr durch das Empfangsgebäude geleitet werden. Am 17. Dezember 1993 fand die feierliche Wiedereröffnung mit dem neuen Namen Heidelberger Platz statt.
Seit August 2014 erfolgt die Zugabfertigung durch den Triebfahrzeugführer mittels Führerraum-Monitor (ZAT-FM).

## U-Bahnhof

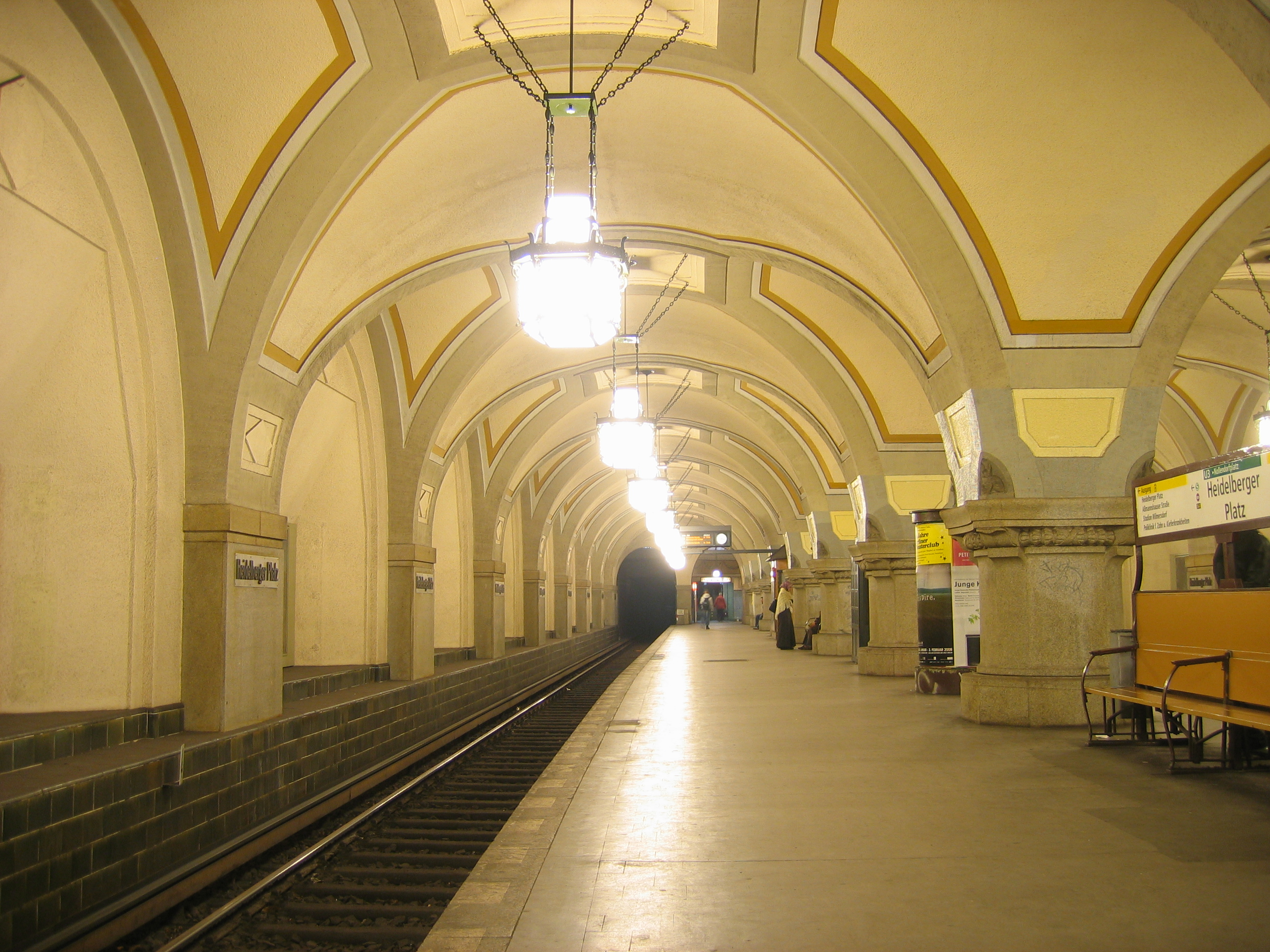
Durch seine Kreuzgewölbe erinnert der U-Bahnhof an eine Kathedrale

Der U-Bahnhof Heidelberger Platz entstand als Bahnhof der U-Bahn zwischen Wilmersdorf und Dahlem, der heutigen U-Bahn-Linie U3. Die Eröffnung des bahnintern mit Hb bezeichneten Bahnhofs fand am 12. Oktober 1913 statt.
Die Stadt Wilmersdorf als Bauherr der Bahn war bestrebt, mit der U-Bahn ihren Wohlstand auszudrücken, und veranlasste, dass alle Stationen auf dem Stadtgebiet keine stählernen, sondern steinerne Stützen aufweisen sollten. Die Bahnhöfe selbst unterscheiden sich grundsätzlich voneinander und beziehen sich nicht auf gleichwertige Merkmale wie Form und Ausstattung.
Da im Falle des U-Bahnhofs Heidelberger Platz die Tunnelstrecke den (speziell an dieser Stelle sehr tief gelegenen) Einschnitt der Ringbahn unterqueren musste, lag das Profil doppelt so tief wie beim Bau anderer U-Bahnhöfe. Diese besondere Tieflage ermöglichte dem zuständigen Architekten Wilhelm Leitgebel, einen Bahnhof zu entwerfen, der einer Kathedrale ähnelt: Die Decke des Bahnsteigs wurde als Kreuzgratgewölbe angelegt, sodass sie mit ihren hängenden Leuchtkandelabern dem Bahnhof eine grandiose Raumwirkung gibt (gelegentlich wurde der Bahnhof in der Literatur sogar mit den prachtvollen Stationen der Moskauer Metro aus den 1930er Jahren verglichen). Gesteigert wird der Eindruck noch durch die gekrümmte Lage der Halle sowie des Mittelbahnsteigs, der zu beiden Enden von Vorhallen abgeschlossen ist, an die sich die Ausgänge anschließen. Sämtliche Verkleidungen sind aus Stein sowie zum Teil aus Fliesen.

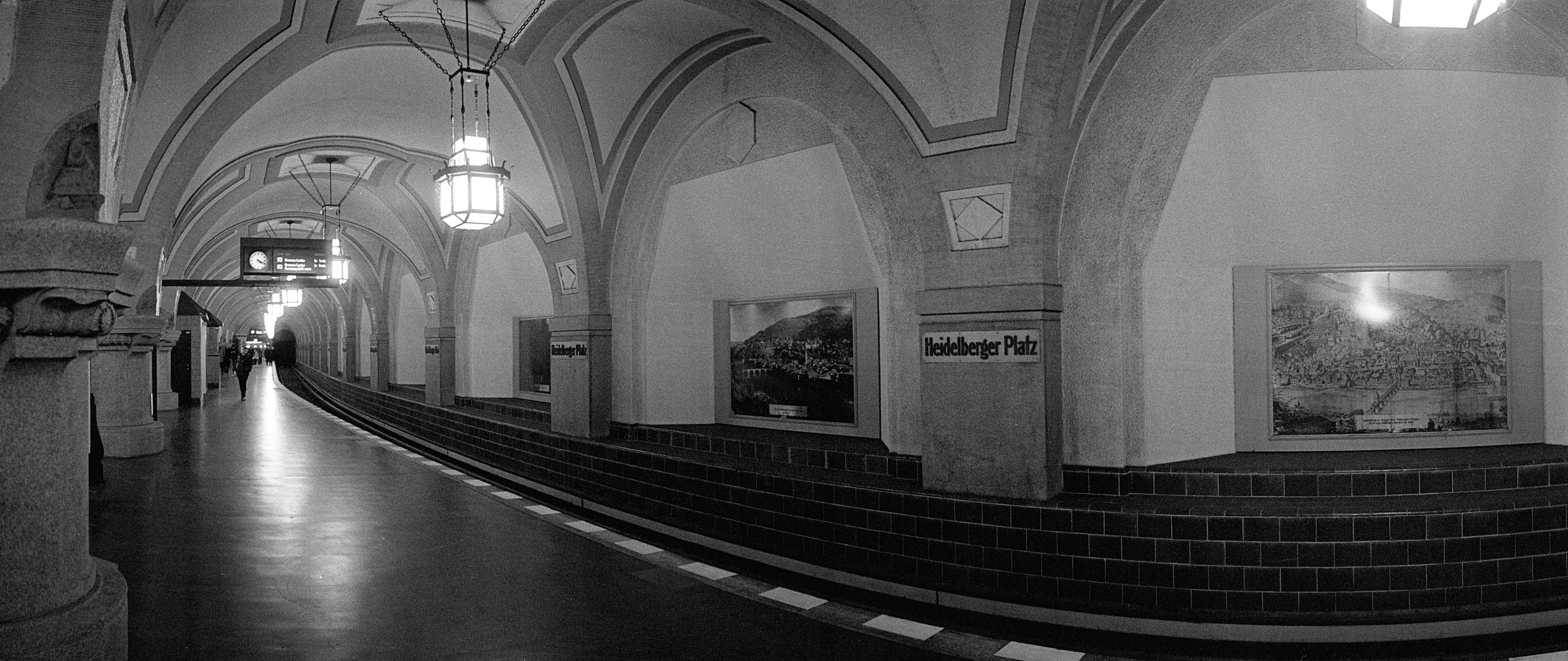
Panoramaaufnahme des U-Bahnhofs

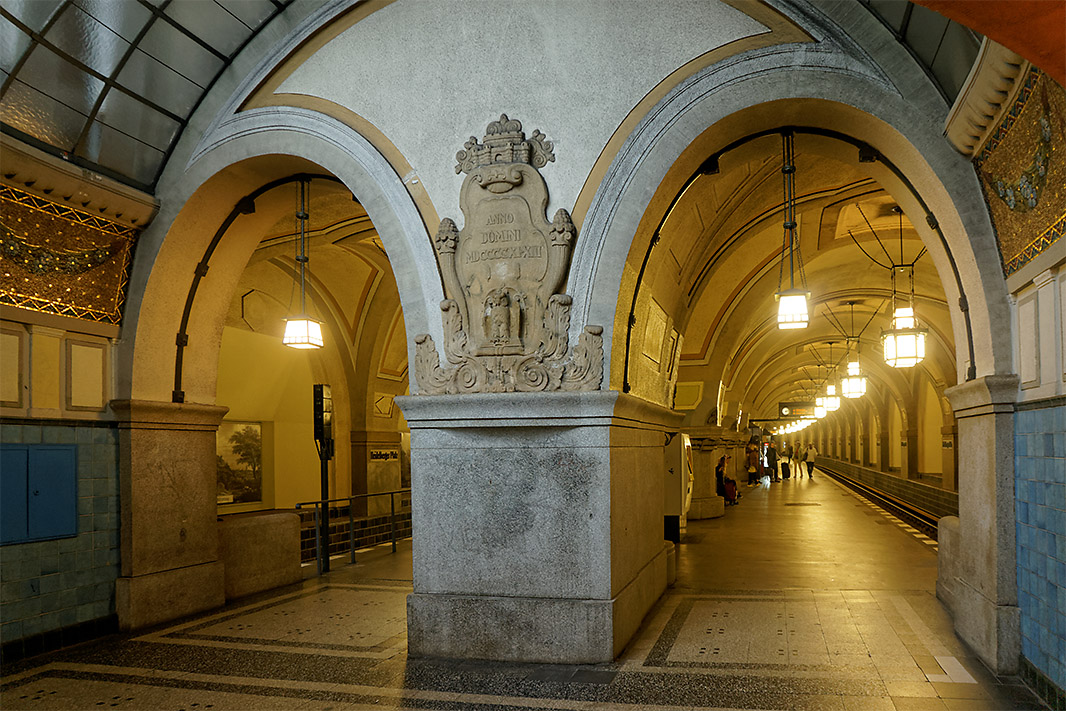
Bahnsteigvorhalle mit Zugang vom S-Bahnhof und südlichen Eingang

Darüber hinaus weisen auch außerhalb des Bahnhofs die Tunnel in beide Richtungen bis zu einer gewissen Entfernung ein stollengewölbeartiges Profil auf, solange dies die Tiefe unter der Erdoberfläche zulässt: in nordöstlicher Richtung unter der Barstraße bis etwa 80 m vor der Ecke Wallenbergstraße (bzw. rund 100 m vor der Unterquerung der Barbrücke beim Volkspark Wilmersdorf, früher: Seeparkbrücke) sowie in südöstliche Richtung unter der Aßmannshauser Straße bis etwa auf „halber Strecke“ zwischen den Ecken Triberger bzw. Siegburger Straße (Zweck dieser in Berlin damals sehr seltenen U-Bahn-Tunnelbauweise war die Einsparung großer Mengen von Stahlträgern, die bei der sonstigen Schachtbauweise überall erforderlich waren).
Später wurde der nordöstliche Ausgang in Mittellage der Mecklenburgischen Straße im Zuge der Straßenverbreiterung abgerissen und nach außen verlegt. Der südliche Ausgang mit seinem langen Gang unter der Ringbahn ist noch im Originalzustand.
Bei der Anlage des U-Bahnhofs wurde ein direkter Übergang zum darüberliegenden Ringbahnhof zwar berücksichtigt, aber nicht gebaut. Dieser kam erst bei der Wiedereröffnung der S-Bahn 1993 zustande. Gleichzeitig wurde ein Aufzug gebaut, der sich auf der südlichen Straßenseite befindet.

### Philatelistisches
Mit dem Erstausgabetag 1. März 2022 gab die Deutsche Post AG in der Serie U–Bahn–Stationen in Deutschland eine Briefmarke mit dem Motiv des Bahnhofs im Nennwert von 275 Eurocent heraus. Der Entwurf stammt von der Grafikerin Jennifer Dengler aus Bonn.

## Anbindung
Der Bahnhof wird von den Linien S41, S42 und S46 der S-Bahn Berlin GmbH sowie der U-Bahn-Linie U3 der BVG bedient. Es bestehen Umsteigemöglichkeiten zu den Omnibuslinien 249 und 310 der BVG.
| Linie | Verlauf | Takt in der HVZ |
| ----- | --- | --------------- |
| ↻ ↺   | Gesundbrunnen – Schönhauser Allee – Prenzlauer Allee – Greifswalder Straße – Landsberger Allee – Storkower Straße – Frankfurter Allee – Ostkreuz – Treptower Park – Sonnenallee – Neukölln – Hermannstraße – Tempelhof – Südkreuz – Schöneberg – Innsbrucker Platz – Bundesplatz – Heidelberger Platz – Hohenzollerndamm – Halensee – Westkreuz – Messe Nord/ZOB – Westend – Jungfernheide – Beusselstraße – Westhafen – Wedding – Gesundbrunnen \|\| 05 min                  |                 |
|       | Westend – Messe Nord/ZOB – Westkreuz – Halensee – Hohenzollerndamm – Heidelberger Platz – Bundesplatz – Innsbrucker Platz – Schöneberg – Südkreuz – Tempelhof – Hermannstraße – Neukölln – Köllnische Heide – Baumschulenweg – Schöneweide – Johannisthal – Adlershof – Grünau – Eichwalde – Zeuthen – Wildau – Königs Wusterhausen \|\| 20 min |                 |
|       | Warschauer Straße – Schlesisches Tor – Görlitzer Bahnhof – Kottbusser Tor – Prinzenstraße – Hallesches Tor – Möckernbrücke – Gleisdreieck – Kurfürstenstraße – Nollendorfplatz – Wittenbergplatz – Augsburger Straße – Spichernstraße – Hohenzollernplatz – Fehrbelliner Platz – Heidelberger Platz – Rüdesheimer Platz – Breitenbachplatz – Podbielskiallee – Dahlem-Dorf – Freie Universität (Thielplatz) – Oskar-Helene-Heim – Onkel Toms Hütte – Krumme Lanke \|\| 05 min |                 |